# Gombe United FC
Der Gombe United Football Club ist ein 1995 gegründeter nigerianischer Fußballverein aus Gombe, der aktuell in der zweiten Liga, der Nigeria National League, spielt.

## Stadion
Der Verein trägt seine Heimspiele im Pantami Township Stadium in Gombe aus. Das Stadion hat ein Fassungsvermögen von 15.000 Personen.

## Trainerchronik
Stand: 16. Januar 2022
| Trainer          | Nation  | von              | bis           |
| ---------------- | ------- | ---------------- | ------------- |
| Maurice Cooreman | Belgien | 30. Oktober 2012 | ?             |
| Ladan Bosso      | Nigeria | 1. Januar 2019   | 30. Juni 2020 |